# 北由布村
北由布村（きたゆふむら）は、大分県速見郡にあった村。現在の由布市の一部にあたる。

## 地理
大分川の上流右岸に位置していた。

## 歴史
- 1889年（明治22年）4月1日、町村制の施行により、速見郡川上村、川北村、塚原村が合併して村制施行し、北由布村が発足[1][2]。旧村名を継承した川上、川北、塚原の3大字を編成[2]。
- 1936年（昭和11年）4月1日、速見郡南由布村と合併し由布院村を新設して廃止された[1][2]。

## 産業
- 農業